# ACAZ C.2
ACAZ C.2 byl prototyp belgického stíhacího dvouplošníku, který byl postaven společností Ateliers de Contructions Aeronautique de Zeebruge. Letoun byl postaven v roce 1926 a celá jeho konstrukce byla z duralu, což bylo v té době velice moderní řešení. Letoun byl zkoušen belgickým letectvem, ale nakonec nebyl objednán.

## Vývoj a popis

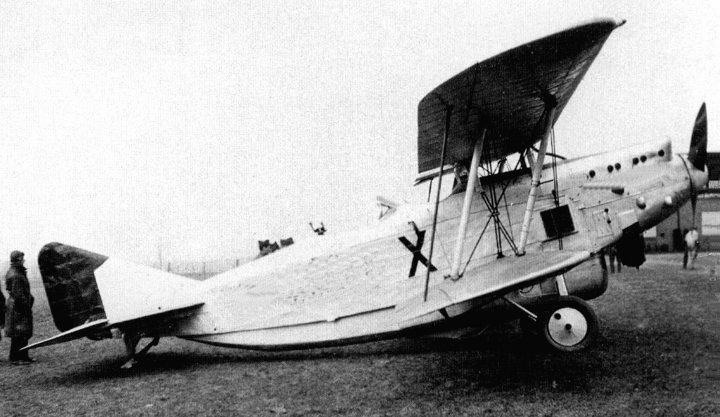
ACAZ C.2

Jednalo se o dvouplošník klasické konstrukce, který létal pod registrací O-BAFX (později OO-AFX). Letoun byl zvláštní tím, že měl identická, a tedy i záměnná, všechna čtyři křídla. V letounu bylo vyhrazeno místo i pro letecké kamery, což znamenalo, že mohl sloužit i jako průzkumné letadlo.
Letoun C.2 byl použit při neúspěšné expedici, kterou vedl Edmond Thieffry, a který se pokusil spolu se svými dvěma společníky (Lang a Guersin) o let do Belgického Konga. Odstartovali z Belgie 9. března 1928, ale let skončil nouzovým přistáním ještě v Belgii poblíž hranic s Francií. Po této havárii byl jediný prototyp odepsán 25. ledna 1933.

## Specifikace (ACAZ C.2)
Technické údaje pocházejí z publikace „Encyklopedie stíhacích letounů“.

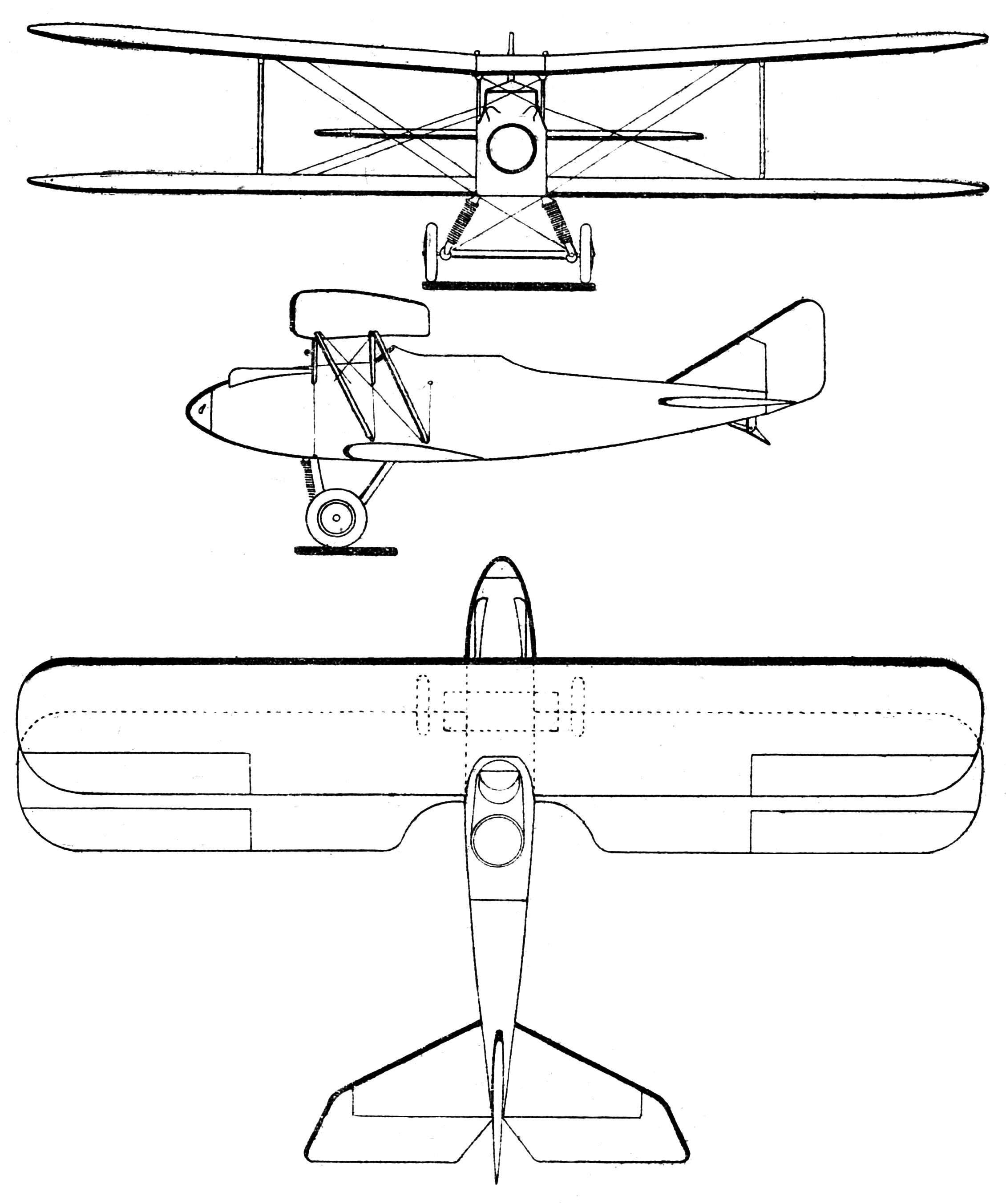
Třípohledový nákres

### Technické údaje
- Posádka: 2, pilot a pozorovatel
- Rozpětí: 12,5 m
- Délka: 8,25 m
- Výška: 3,4 m
- Nosná plocha: 40,56 m²
- Plošné zatížení: ? kg/m²
- Prázdná hmotnost: 1 260 kg
- Max. vzletová hmotnost: 2 070 kg
- Pohonná jednotka: 1 × dvanáctiválcový vidlicový motor Hispano-Suiza 12Ha
- Výkon pohonné jednotky: 450 k (336 kW)

### Výkony
- Cestovní rychlost: ? km/h ve výšce ? m
- Maximální rychlost: 250 km/h ve výšce ? m
- Dolet: 875 km (3 hodiny a 5 minut)
- Dostup: 7 500 m (24 606 stop)
- Stoupavost: 171 m/min (562 stop/min)
- Výstup do 6 000 m: 35 minut

### Výzbroj
- 1 × synchronizovaný kulomet kulomet Vickers ráže 7,7 mm střílející dopředu
- 2 × pohyblivý kulomet Lewis ráže 7,7 mm obsluhovaný pozorovatelem

## Uživatelé
Belgie
- Belgické letectvo